# Wijken en buurten in Nuth
De Nederlandse gemeente Nuth is voor statistische doeleinden onderverdeeld in wijken en buurten. De gemeente is verdeeld in de volgende statistische wijken:
- Wijk 00 Nuth (CBS-wijkcode:095100)
- Wijk 01 Wijnandsrade (CBS-wijkcode:095101)
- Wijk 02 Hulsberg (CBS-wijkcode:095102)
- Wijk 03 Schimmert (CBS-wijkcode:095103)

Een statistische wijk kan bestaan uit meerdere buurten. Onderstaande tabel geeft de buurtindeling met kentallen volgens het Centraal Bureau voor de Statistiek (2008):
| CBS-buurtcode | Buurtnaam                  | Inwonertal | Opp. totaal (ha) | Opp. land (ha) | Ligging                |
| ------------- | -------------------------- | ---------- | ---------------- | -------------- | ---------------------- |
| BU09510000    | Nuth                       | 4640       | 206              | 206            | Locatie in de gemeente |
| BU09510001    | Tervoorst en omgeving      | 850        | 502              | 502            | Locatie in de gemeente |
| BU09510002    | Industrieterrein De Horsel | 30         | 121              | 121            | Locatie in de gemeente |
| BU09510003    | Vaesrade                   | 1000       | 209              | 206            | Locatie in de gemeente |
| BU09510004    | Hommert (gedeeltelijk)     | 90         | 37               | 36             | Locatie in de gemeente |
| BU09510100    | Wijnandsrade               | 1450       | 245              | 245            | Locatie in de gemeente |
| BU09510101    | Swier                      | 310        | 443              | 443            | Locatie in de gemeente |
| BU09510200    | Hulsberg                   | 3350       | 353              | 353            | Locatie in de gemeente |
| BU09510201    | Aalbeek                    | 300        | 155              | 155            | Locatie in de gemeente |
| BU09510202    | Arensgenhout               | 520        | 140              | 140            | Locatie in de gemeente |
| BU09510300    | Schimmert                  | 2400       | 375              | 375            | Locatie in de gemeente |
| BU09510301    | Haasdal                    | 790        | 426              | 426            | Locatie in de gemeente |
| BU09510302    | Oensel                     | 120        | 106              | 106            | Locatie in de gemeente |